# Северный Карамандыбас
Северный Карамандыбас (каз. Солтүстік Қарамандыбас) — нефтяное месторождение в Мангистауской области Казахстана. Открыто в 1988 году. Начальные запасы нефти оцениваются в 7 млн тонн.
Нефтеносность связана с отложениями юрского возраста. Плотность нефти составляет 0,852—0,859 г/см³. Содержание парафинов составляет 18 %, смол и асфальтенов — 14,9 %. Газонасыщенность пластовой нефти — 45 м³/т. Водяной конденсат — хлоркальциевого типа, плотностью 1,078 г/см³. Концентрация минеральных солей в конденсате составляет 154 г/л (в том числе микроэлемент бор в количестве 9 мг/л).
Оператором месторождения является казахстанская нефтяная компания ТОО «Dala Group». В 2020 году была выявлена незаконная добыча нефти на Северном Карамандыбасе.